# توماس فليتشير (دبلوماسي)
توماس فليتشير (بالإنجليزية: Thomas Fletcher)‏ هو دبلوماسي بريطاني، ولد في 27 مارس 1975.